# Asphalt: Urban GT 2
Asphalt: Urban GT 2 — гоночная видеоигра, разработанная и изданная Gameloft для Nintendo DS, N-Gage и PlayStation Portable (PSP). Также была выпущена версия 2.5D Java Platform 2 ME для мобильных телефонов. Это вторая крупная игра в серии Asphalt.
В игре есть особый саундтрек от The Pussycat Dolls и отрывок из сингла Моби «Lift Me Up». Версия для Nintendo DS была выпущена примерно через год после версии для N-Gage с улучшенной графикой, звуком и совместимостью с двумя экранами. Версия для PSP также была выпущена в марте 2007 года с треком «Apply Some Pressure» от Maximo Park и эксклюзивным режимом «Time Ride» для Arcade, которого нет в других версиях.

## Геймплей
Геймплей Urban GT 2 часто сравнивают с Burnout, Need for Speed и другими играми, поскольку игроки могут уничтожать других противников или полицейские машины. выполняя тейкдауны. Это можно сделать, вставив их в стену или протаранив их при использовании нитро. Существует индикатор розыска, который определяет уровень осведомленности полиции, если используется нитро, уничтожаются другие конкуренты или вызывают городской хаос. очень похоже на систему уровней розыска в Grand Theft Auto — если мигает красный индикатор «розыск», это обычно означает, что игроки должны делать все возможное, чтобы избежать полицейских машин и полицейских вертолетов — в противном случае они могут быть вынуждены остановиться и проиграть.

## Критика
Asphalt: Urban GT 2 был встречен критиками неоднозначными отзывами. GameRankings и Metacritic дали ему 65 % для версии DS; 62 % для мобильной версии; и 30 % и 42 из 100 для версии PSP.
Фрэнк Прово из GameSpot похвалил игру за улучшения по сравнению с оригиналом, выбор лицензированных автомобилей и соответствующих обновлений, но отметил плохой ИИ в игре. Однако Эндрю Хейворд из Worthplaying более критично отнесся к игре, назвав ее «приземленным упражнением в повторении». Помимо упоминаний о легкой сложности и проблемах с ИИ, использование Pussycat Dolls также подвергалось критике как «маркетинговый трюк».
| Агрегатор    | Отзывы                             |
| ------------ | ---------------------------------- |
| GameRankings | (DS) 65 % (Mobile) 62 % (PSP) 30 % |
| Metacritic   | (PSP) 42/100                       |

| Публика                            | Оценка |
| ---------------------------------- | ------ |
| Eurogamer                          | 2/10   |
| GameSpot                           | 7.5/10 |
| PlayStation Official Magazine — UK | 5/10   |